# إريكا مارينا
إريكا مارينا هي قائدة الشرطة الفيدرالية في البرازيل، وهي معروفة بدورها في عملية غسيل السيارات.
بعد خدمته لمدة عامين في العملية، تمت دعوة إيريكا لقيادة المنطقة لمكافحة الفساد واختلاس الأموال العامة من مدير الشرطة الفيدرالية في سانتا كاتارينا. في عام 2016 كانت الأكثر تصويتًا في قائمة ثلاثية للترشح للتوجيه العام لقيادة الشرطة الفيدرالية.
في عام 2017 تم تصوير إيريكا في السينما البرازيلية من قبل الممثلة فلافيا أليساندرا في فيلم (الشرطة الفيدرالية: القانون للجميع).
في عام 2017 كانت لا تزال مسؤولة عن عملية "Ouvidos Moucos" المثيرة للجدل التي أسفرت عن اعتقال مستشار جامعة سانتا كاتارينا الفيدرالية لويز كارلوس كانسيلييه دي أوليفو بتهمة محاولة عرقلة سير العدالة. بدافع من مزاعم رودولفو هيكيل دو برادو (وكيل الجامعة بحلول ذلك الوقت)، ألقت العملية باللوم على المستشار للمشغل، بينما كان منتشرًا على نطاق واسع أنه كان تحقيقًا في إساءة استخدام الموارد. كان هذا الادعاء يتعلق بأشخاص آخرين وليس المستشار لويس. بعد اتهامه من قبل مارينا تم القبض على لويس كارلوس كانسيلييه دي أوليفو وإبعاده من المكتب في الجامعة، نتيجة للعملية التي ضمت 115 من رجال الشرطة الفيدرالية. ليس لدى لويس كارلوس سجل جنائي. تم إطلاق سراحه بأمر إحضار بشرط ألا يذهب إلى حرم الجامعة. في وقت لاحق انتحر. وفي وقت لاحق تمت إزالة المندوب مارينا من القضية ونقله إلى رئيس الشرطة الفيدرالية في سيرجيبي. حققت وزارة العدل في تورطها في القضية، وقررت ثلاثة آراء مقبولة إغلاق القضية ضد مارينا. في فبراير 2021 فتحت المحكمة العليا البرازيلية التسجيلات التي حصل عليها المخترق والتر ديلجاتي وشهدت على أنها صادقة من قبل الشرطة الفيدرالية البرازيلية، أمام المحامين الذين يدافعون عن الرئيس السابق لويس إيناسيو لولا دا سيلفا. وأظهرت التسجيلات أن إيريكا مارينا زورت شهادة أثناء عملية غسيل السيارات.